# Казе Чиба-Шаша-Крочифисо-Тондарела-Вирано (Фрозиноне)
Казе Чиба-Шаша-Крочифисо-Тондарела-Вирано је насеље у Италији у округу Фрозиноне, региону Лацио.
Према процени из 2011. у насељу је живело 998 становника. Насеље се налази на надморској висини од 525 м.